# Ringkøbing Station
Ringkøbing Station er en dansk jernbanestation i købstaden Ringkøbing i Vestjylland. Stationen ligger i det centrale Ringkøbing, nordøst for byens centrum og umiddelbart ved siden af Ringkøbing rutebilstation.
Ringkøbing station ligger på jernbanestrækningen Den vestjyske længdebane mellem Esbjerg og Struer. Den betjenes af tog fra det regionale jernbaneselskab Midtjyske Jernbaner. Fra stationen er direkte tog til henholdsvis Holstebro Station og Skjern Station.

## Historie
Ringkøbing Station åbnede den 31. marts 1875, da jernbanestrækningen mellem Holstebro og Ringkøbing blev indviet. Den 8. august 1875 fulgte strækningen fra Varde til Ringkøbing efter. Ringkøbing blev dermed station på statsbanestrækningen Den vestjyske længdebane mellem Esbjerg og Struer.
Den 15. november 1911 åbnede privatbanestrækningen Ringkøbing-Ørnhøj, som den 28. august 1925 blev forlænget til Holstebro. Denne bane benyttede også DSB-stationen i Ringkøbing. Ørnhøjbanen blev nedlagt 31. marts 1961. Den eneste rest af den i Ringkøbing er driftsbestyrerboligen, der ligger overfor stationen og er tegnet af Ulrik Plesner.

## Galleri
- Wikimedia Commons har flere filer relateret til Ringkøbing Station

- Stationsbygningen set fra sporsiden.
- Udbygning til stationsbygningen.
- Ventesalen.
- Gammelt pakhus.
- Rutebilterminal.
- Overgroet sporareal.

## Strækninger hvor nedlagt banetracé er bevaret

### Ringkøbing Havnebane
Ringkøbing Havnebane gik gennem et nuværende industriområde, og der er kun bevaret meget lidt af banens tracé.
- Sporskiftet til havnebanen findes endnu under Nygade-viadukten
- Havnebanens skinner ender i krattet lidt nordvest for Nygade-viadukten
- Vest for Kastengevej er et kort stykke af havnebanens tracé bevaret
- Ca. 100 m vest for Kastengevej slutter det bevarede banetracé